# Cosmarium ochthodes
Cosmarium ochthodes  là một loài Song tinh tảo trong họ Desmidiaceae, thuộc chi Cosmarium.